# Fórmula electoral
La fórmula electoral és el mecanisme de traducció matemàtica del nombre de vots per candidatura al nombre d'escons corresponent. Dins del sistema de representació proporcional, les fórmules electorals principals per a l'atribució d'escons són: el mètode Sainte-Laguë, la regla D'Hondt, resta major i fórmules combinades. La fórmula s'aplica circumscripció per circumscripció.